# Cristina Lizardo
Cristina Altagracia Lizardo Mézquita (n. 20 de enero de 1959) en San Juan de la Maguana, es una política y educadora dominicana. Fue senadora por la provincia Santo Domingo por el Partido de la Liberación Dominicana. Lizardo fue la primera mujer en presidir el Senado y el Congreso de la República Dominicana. Es licenciada en Educación por la Universidad Autónoma de Santo Domingo.

## Biografía
Hija del matrimonio de Don Simón Lizardo Cabrera, Contador Público Autorizado de profesión,  y la Señora Enoe Mercedes Mézquita. Casada con el licenciado Freddy Antonio Madera Durán,  con quien ha procreado sus dos hijas: Natalia y Noelia. Tiene tres hermanos: Simón (Ex-Administrador general del Banco de Reservas de la República Dominicana), Elizabeth y Juan.
Cristina Lizardo Mézquita es una educadora y política dominicana. Fue presidenta del Senado de la República del 16 de agosto de 2014 al 16 de agosto de 2016. Tiene en su haber el feliz acontecimiento de ser la primera mujer dominicana que alcanza ese altísimo cargo, luego de una trayectoria política de más de tres décadas. Lizardo se trasladó a Santo Domingo de Guzmán, Ciudad Primada de América, donde cursó  estudios en la Universidad Autónoma de Santo Domingo, UASD, hasta recibir el título de Licenciada en Educación.
Fue elegida regidora de la Sala Capitular del Ayuntamiento del Distrito Nacional, capital de la República, en dos períodos consecutivos (1990-1994 y 1994-1998). En los dos periodos subsiguientes, 1998-2002 y 2002-2006,  es llevada como candidata al Congreso Nacional y elegida como Diputada de la República al Congreso Nacional. En el año 2006 es elegida Senadora de la República por la Provincia Santo Domingo,  para el período 2010-2016. Es la candidata de su partido y un bloque de fuerzas aliadas a la misma posición para el período 2016-2020.
En su declaración jurada de bienes de 2010 indicó que su patrimonio es de RD$ 15,8 millones.
En 2007, fue diagnosticada con cáncer de mama, tuvo una mastectomía exitosa, logrando sobrevivir a la enfermedad.